# بيجماستر
بيجماستر (بالإنجليزية: The Pagemaster)‏ فيلم مغامرات خيالي أمريكي عام 1994 من بطولة ماكولاي كولكين، كريستوفر لويد، ووبي غولدبرغ، باتريك ستيوارت، ليونارد نيموي، فرانك ويلكر، إد بيغلي الابن، وميل هاريس.

## قصة
ريتشارد تايلر صبي يبلغ من العمر 10 سنوات يخاف من كل شيء. حاول والداه الداعمان له مساعدته ولكن دون جدوى. في أحد الأيام، تم إرسال ريتشارد لشراء علبة مسامير للمنزل الخشبي. لكن ريتشارد واجه عاصفة من المطر ولجأ إلى المكتبة. هناك يلتقي بالسيد ديوي، أمين المكتبة الذي يعتقد أن ريتشارد يبحث عن كتاب مميز جدًا ويعطيه بطاقة اشتراك في المكتبة. عند البحث عن هاتف عمومي، يجد ريتشارد حجرة مستديرة مطلية بجميع أنواع أبطال القصة. ينزلق من قطرات المطر ويسقط. عندما استيقظ ريتشارد يكتشف أن الصور تتساقط ويقودونه إلى اللوحات. هناك يلتقي بأمين المكتبة، والمحاسب والكلمات المكتوبة. يسأله ريتشارد ما هو اتجاه الخروج ويرسله أمين المكتبة إلى منطقة خيالية ويخبره أنه من أجل إيجاد طريقه إلى المنزل، سيتعين عليه المرور عبر ثلاثة عوالم: الرعب والمغامرة والخيال. في الطريقة التي يتواصل بها ريتشارد مع ثلاثة كتب نقاش: مغامر، كتاب مغامرات يشبه القراصنة، خيال، حكاية خرافية حنون وكتاب خيالي شبيه بالرعب، كتاب رعب جبان. وافق الثلاثة على مرافقة ريتشارد بشرط أن يأخذهم معه على سبيل الإعارة. يلتقيان معًا بشخصيات من القصص الكلاسيكية، في عالم الرعب يلتقيان بالدكتور جيكل الذي أصبح السيد هايد، يتغلبان عليه وينتقلان إلى عالم المغامرة، حيث يلتقيان بالكابتن أهاب والحوت موبي ديك. هيسبانيولا ويلتقي هناك لونج جون سيلفر، جاء القراصنة إلى جزيرة الكنز واكتشفوا أن هناك عملة ذهبية واحدة فقط، وبمساعدة الخيال والرعب، هُزم القراصنة، وحاول الفضي إقناع ريتشارد بالمجيء إلى بتر، لكنه استسلم عندما أزاله ريتشارد بالسيف.
في عالم الخيال، يكتشف ريتشارد علامة الخروج في أعلى الجبل. ومع ذلك، استيقظ تنين وأخرهم. حاول ريتشارد قتاله بسيف ودرع، لكن التنين أمسك به وابتلعه. بحث ريتشارد عن حل في الكتب واستخدم البازلاء العجيبة من كتاب «جاك وعجائب البازلاء» للخروج من نظرة التنين. صعد مع الكتب إلى المخرج. هناك دخلوا غرفة مظلمة حيث كان أمين المكتبة ينتظرهم. أخبر ريتشارد الكتاب عن المخاطر التي مروا بها، لكن أمين المكتبة أوضح له أن الرحلة كانت تهدف إلى إيجاد الشجاعة التي كانت بداخله وباركته. ظهر الدكتور جيكل، الكابتن أهاب، لونج جون سيلفر والتنين، وهنأوا ريتشارد على شجاعته، وأعاد أمين المكتبة ريتشارد والكتب إلى العالم الحقيقي.
عندما استيقظ ريتشارد، وجد المغامر والخيال والرعب بجانبه كتبًا حقيقية. وجده السيد ديوي وعلى الرغم من أن القانون ينص على أخذ كتابين فقط، اسمح له بأخذ الكتب الثلاثة «هذه المرة فقط». عاد ريتشارد إلى منزله كطفل شجاع وبطولي، ونام في منزله الخشبي مع الكتب.

## وصلات خارجية
- بيجماستر على موقع IMDb (الإنجليزية)
- بيجماستر على موقع روتن توميتوز (الإنجليزية)
- بيجماستر على موقع نتفليكس (الإنجليزية)
- بيجماستر على موقع قاعدة بيانات الأفلام العربية
- بيجماستر على موقع ألو سيني (الفرنسية)
- بيجماستر على موقع Turner Classic Movies (الإنجليزية)
- بيجماستر على موقع أول موفي (الإنجليزية)
- بيجماستر على موقع بوكس أوفيس موجو (الإنجليزية)
- بيجماستر على موقع فيلمافينيتي (الإسبانية)
- بيجماستر على موقع قاعدة بيانات الأفلام السويدية (السويدية)